# Luis Guil
Luis Guil Torres (Sevilla, 16 de julio de 1971) es un entrenador de baloncesto español, actualmente es ayudante de Sergio Scariolo en el Real Madrid, equipo de la Liga ACB de España.

## Trayectoria deportiva
- Inicia su labor como entrenador en el Colegio Maristas San José del Parque con apenas 17 años. Con este modesto club alcanza en una de las temporadas la fase Final del Campeonato de España Júnior.
- 1996-1998: Disermoda San Fernando. Liga EBA
- 1998-2000: CB Colmenar Viejo. Liga EBA
- 2000-2002: CB Villalba. Liga EBA
- 2003-2004: Ayudante selección júnior masculina
- 2004-2007: Seleccionador júnior masculino
- 2008-2009: Baloncesto Fuenlabrada. Liga ACB
- 2010: Seleccionador Sub-16 Masculino
- 2010-2011: Club Baloncesto Murcia. LEB Oro
- 2013-2017: Bucaneros de La Guaira. LPB de Venezuela
- 2017: Tecnyconta Zaragoza. Liga ACB
- 2017: Seleccionador U19 Masculino
- 2017-Act.: Selección de baloncesto de España. Entrenador ayudante
- 2018: Seleccionador sub-20 masculino
- 2019-2021: Saga Ballooners. B.League Japón
- 2021-2023: Shiga Lakes. B.League Japón
- 2023-2025: Palencia Baloncesto. Liga ACB/Primera FEB [1]
- 2025-presente: Real Madrid. Liga ACB. Entrenador ayudante

## Palmarés
- Cuarta posición en el Campeonato del Mundo U19 en 2017
- Medalla de Bronce con la selección U20 en 2012
- Campeón de Europa con la selección U18 en 2011
- Campeón de Europa con la Selección Júnior como entrenador ayudante en el europeo de Zaragoza 2004
- Medalla de bronce con la Selección Júnior como primer entrenador en el Europeo de Amaliada 2006
- 3 veces Campeón de España con la Selección de Madrid en categoría cadete temporadas 2002/2003, 2003/2004 y 2004/2005.
- Medalla de bronce en el Campeonato de España con la Selección de Madrid en categoría cadete en la temporada 2001/2002
- 2 ascensos a Liga EBA con Colmenar Viejo y Villalba
- Entrenador del año 2015 de la Liga Profesional de Baloncesto de Venezuela con Bucaneros de La Guaira